# Капо ле Косте (Терамо)
Капо ле Косте (итал. Capo le Coste) је насеље у Италији у округу Терамо, региону Абруцо.
Према процени из 2011. у насељу је живело 44 становника. Насеље се налази на надморској висини од 212 м.